# تنظيم المقاومة الوطنية الآذربيجانية
تنظيم المقاومة الوطنية الآذربيجانية (بالتركية الأذربيجانية: Azərbaycan Milli Dirəniş Təşkilatı ـ آذربايجان ميللي ديرنيش تشكيلاتي) (بالفارسية: تشكيلات مقاومت ملي آذربايجان) هو تنظيم سياسي أُنشأ في 19 مارس 2006 في أذربيجان الجنوبي. ويعمل التنظيم، النضال السلمي وعلي طرق سري ضد الشوفينية الفارسية والعنصرية في إيران. ويهدف في بيانه الرسمي نسخة محفوظة 2 مايو 2016 على موقع واي باك مشين. استقلال أذربيجان الجنوبي واتحاده مع جمهورية أذربيجان وتوحيد الأراضي التأريخية لأذربيجان.
الموقع الرسمي أراز نيوز  يقيم بنشر أخبار للمنظمة بشكل في ثلاث لغات.

## وصلات خارجية
- آراز نيوز الإنجليزية
- تنظيم المقاومة الوطنية الآذربيجانية (الموقع الإلكتروني الرسمي)